# Рокескил
Рокескил (њем. Rockeskyll) општина је у њемачкој савезној држави Рајна-Палатинат. Једно је од 109 општинских средишта округа Вулканајфел. Према процјени из 2010. у општини је живјело 262 становника. Посједује регионалну шифру (AGS) 7233058.

## Географски и демографски подаци
Рокескил се налази у савезној држави Рајна-Палатинат у округу Вулканајфел. Општина се налази на надморској висини од 380-577 метара. Површина општине износи 5,9 km². У самом мјесту је, према процјени из 2010. године, живјело 262 становника. Просјечна густина становништва износи 45 становника/km².